# 한국청소년정책연구원

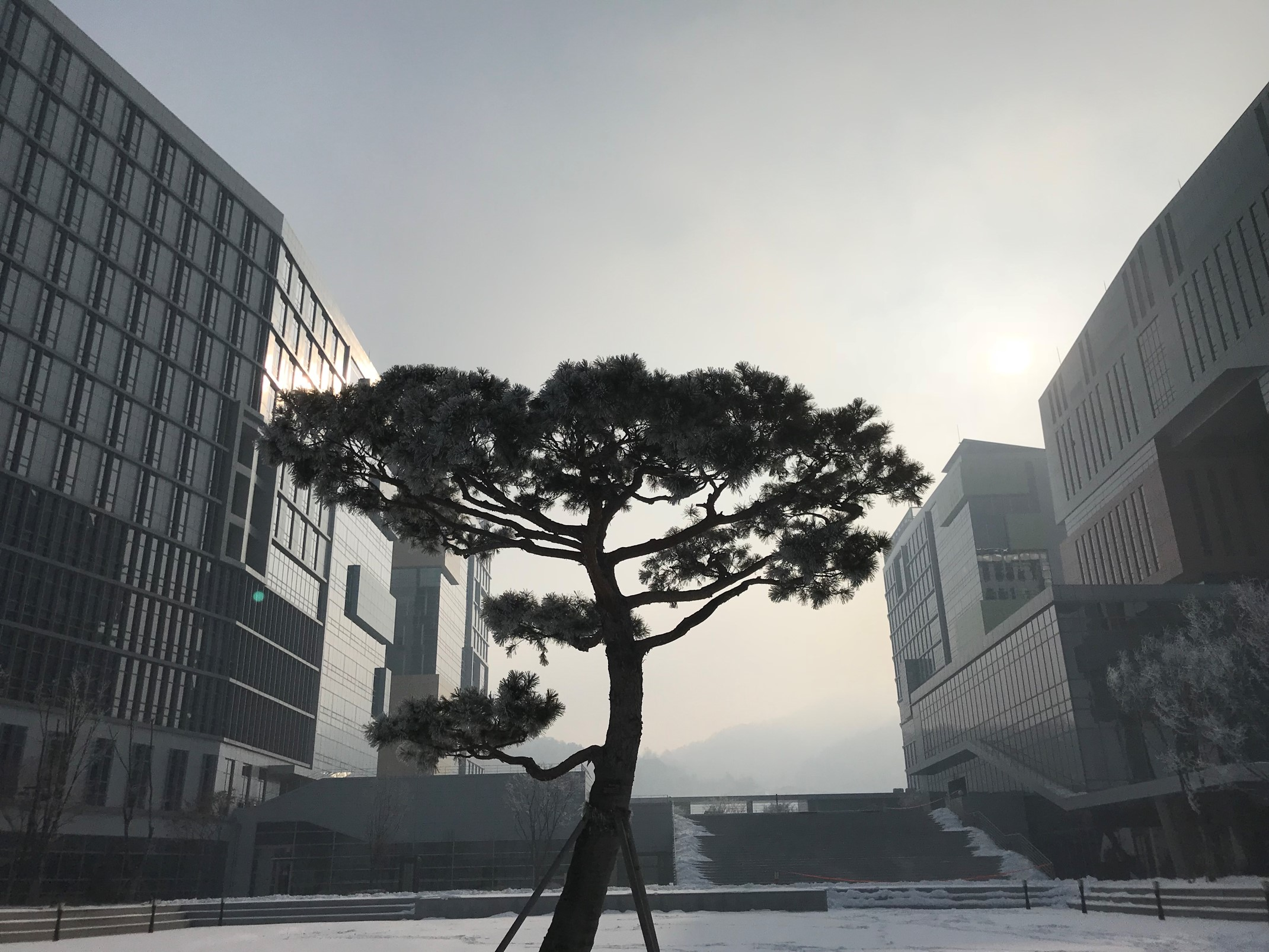
한국청소년정책연구원

한국청소년정책연구원(韓國靑少年政策硏究院, National Youth Policy Institute, NYPI)은 청소년정책 수립을 위한 기초조사와 이론 연구, 정책연구와 개발, 정책평가와 자문 등의 기능을 수행하고 있는 청소년 분야 국내 유일의 국무총리(국무조정실) 산하 국책연구기관이다. 1989년 개원 이래 900여종에 달하는 연구보고서와 전문도서를 발간하였으며, 정부와 민간 부문의 관계자들에게 다양한 정보와 자문을 제공하고 있다. 서울특별시 서초구 우면동 142번지에 위치하고 있었지만, 현재는 세종특별자치시 시청대로 370으로 이전하였다.

## 연혁
- 1989년 7월: '청소년육성법' 제19조에 의거 한국청소년연구원 설립
- 1993년 1월: '청소년기본법' 제50조에 의해 한국청소년개발원으로 확대 개편
- 2007년 5월: '정부출연 연구기관 등의 설립·운영 및 육성에 관한 법률' 개정에 따라 한국청소년정책연구원으로 명칭 변경
- 2014년 12월: 세종국책연구단지로 청사 이전

## 조직

### 한국청소년정책연구원장
- 기획조정본부
  - 연구기획실
  - 예산기획팀
  - 대외·국제협력팀
  - 학술·정보팀
  - 청소년정책분석평가센터
  - 글로벌청소년연구센터
- 청소년미래생태연구실
- 청소년미디어문화연구실
- 청소년창의혁신연구실
  - 청소년진로개발센터
- 청소년인권보장연구실
  - 학교폭력예방교육지원센터
- 청소년삶의질연구실
  - 학업중단예방·대안교육지원센터
- 청년정책연구실
- 경영지원실
  - 인사팀
  - 총무팀
  - 재무·회계팀